# Sospita simbangana
Sospita simbangana är en fjärilsart som beskrevs av Hagen 1897. Sospita simbangana ingår i släktet Sospita och familjen juvelvingar. Inga underarter finns listade i Catalogue of Life.